# Côte picarde (cyclisme)
La Côte picarde est une course cycliste française créée en 1986. De 2007 à 2015, elle fait partie de l'UCI Coupe des Nations U23. 
Cette course d'un jour se dispute en général à la mi-avril, dans la région Picardie. Le départ a lieu dans la commune de Nouvion et l'arrivée à Mers-les-Bains dans la Somme. La première édition date de 1986 et est remportée par le Danois Dan Frost. Elle est organisée par le vélo-club Côte Picarde de Jean-Bernard Devos.
Depuis 2000, cependant, uniquement les coureurs de moins de 23 ans (U23) prennent le départ. En 2007, la course est rentrée dans la Coupe des Nations espoirs. La Côte Picarde a également fait partie de 1996 à 1999 de la Coupe de France. L'édition 2016 est annulée pour des raisons économiques et l'épreuve n'est plus organisée depuis.

## Palmarès
| Année              | Vainqueur                | Deuxième            | Troisième                  |
| ------------------ | ------------------------ | ------------------- | -------------------------- |
| Côte picarde       |                          |                     |                            |
| 1986               | Dan Frost                |                     |                            |
| 1987               | Greg Ovaretz             |                     |                            |
| 1988               | Philippe Lauraire        |                     |                            |
| 1989               | Jean-Louis Conan         |                     |                            |
| 1990               | Sławomir Krawczyk        |                     |                            |
| 1991               | Marek Swiniarski         |                     |                            |
| 1992               | Jean-Philippe Dojwa      | Didier Rous         | Jaan Kirsipuu              |
| 1993               | Peter Verbeken           | Emmanuel Hubert     | Paul Haghedooren           |
| 1994               | Laurent Roux             | Tom Steels          | Jaan Kirsipuu              |
| 1995               | Thierry Marie            | Eric Van Lancker    | Cyril Saugrain             |
| 1996               | Philippe Gaumont         | Francis Moreau      | Christophe Leroscouet      |
| 1997               | Djamolidine Abdoujaparov | Fabio Sacchi        | Christophe Leroscouet      |
| 1998               | Mauro Zinetti            | Jean-Michel Thilloy | Franck Bouyer              |
| 1999               | Pascal Chanteur          | Sergueï Ivanov      | Bart Voskamp               |
| Côte picarde (U23) |                          |                     |                            |
| 2000               | Johan Coenen             | Anthony Geslin      | Nicolas Inaudi             |
| 2001               | Andrey Kashechkin        | Anthony Geslin      | Gert Steegmans             |
| 2002               | Sébastien Chavanel       | Gert Steegmans      | Grégory Rast               |
| 2003               | Mathieu Claude           | Yohann Gène         | Pieter Weening             |
| 2004               | Saïd Haddou              | William Grosdent    | Jérémie Dartus             |
| 2005               | Jean-Marc Marino         | Jonathan Ferrand    | Tomasz Smoleń              |
| 2006               | Guillaume Levarlet       | Romain Feillu       | Sébastien Besqueut         |
| 2007               | Simon Špilak             | Joo Hyun-wook       | Kristoffer Gudmund Nielsen |
| 2008               | Kristjan Koren           | Simon Clarke        | Nico Keinath               |
| 2009               | Timofey Kritskiy         | Yuriy Agarkov       | Sep Vanmarcke              |
| 2010               | Viatcheslav Kouznetsov   | John Degenkolb      | Pim Ligthart               |
| 2011               | Arnaud Démare            | Alexey Tsatevitch   | Tosh Van der Sande         |
| 2012               | Vegard Breen             | Bob Jungels         | Jonas Ahlstrand            |
| 2013               | Caleb Ewan               | Sean De Bie         | Simon Yates                |
| 2014               | Jens Wallays             | Thomas Boudat       | Søren Kragh Andersen       |
| 2015               | Simone Consonni          | Owain Doull         | Daniel Hoelgaard           |